# Дэвис, Маргарет
Маргарет Брайан Дэвис (Margaret Bryan Davis, урожд. Брайан; 23 октября 1931, Бостон — 22 мая 2024) — американский эколог, палеоэколог, наиболее известна своей пионерской работой в палинологии, занималась исследованиями ископаемой пыльцы для понимания экологической истории Земли. Эмерит-регент-профессор Миннесотского университета, член НАН США (1982).

## Биография
Родилась и выросла в Бостоне. Изучала физиологию и экологию растений в Радклиффском колледже, который окончила в 1953 году со степенями бакалавра и магистра по биологии, и где занималась исследованиями отложений пыльцы четвертичного периода под руководством Элсоу Стерренберга Баргурна. В 1953—1954 годах как Фулбрайтский стипендиат в Датской геологической службе изучала палинологию у датского учёного Иоганнеса Иверсена в Копенгагенском университете. В 1956 году вышла замуж. Получила степень доктора философии по биологии в Гарвардском университете в 1957 году. Затем постдок там же (1957-58) и в Калтехе (1959-60), потом поступила фелло-исследователем в Йельский университет. В 1961 году как ассоциированный исследователь поступила на кафедру ботаники Мичиганского университета. Преподавала также в Вашингтонском университете. В 1973 году возвратилась в Йель, где до 1976 года являлась профессором биологии. В том году приняла предложение возглавить кафедру экологии и поведенческой биологии в Университете Миннесоты, ныне его эмерит-регент-профессор (в отставке с 2002 года), почётный доктор наук (2002) и его первая женщина-сотрудник, избранная членом НАН США.
В 1978—1980 годах президент American Quaternary Association и в 1987—1988 годах — Экологического общества Америки, фелло последнего с 2012 года. Почетный пожизненный член American Society of Naturalists.
Почётный член Британского экологического общества. Подписала «Предупреждение человечеству» (1992).
Удостоена Eminent Ecologist Award Экологического общества Америки и медали Невады (обеих — в 1993 году), а также William S. Cooper Award Экологического общества Америки (2011).
Умерла 22 мая 2024 года.